# Плотницький Ігор Венедиктович
Ігор Венедиктович Плотницький (нар. 24 червня 1964, смт Кельменці, Чернівецька область, Українська РСР, СРСР)  — український колабораціоніст з Росією, політичний, військовий діяч та самопроголошений очільник і голова ради «міністрів» маріонеткового терористичного утворення Луганської Народної Республіки у 2014—2017 роках. Представник ради міністрів ЛНР (20—26 серпня 2014), міністр оборони ЛНР (травень—серпень 2014). В Україні визнаний терористом. 
Був змушений переховуватися в Росії після заколоту в ЛНР та зміщення його з посади Леонідом Пасічником.

## Життєпис
З 1982 по 1991 рік проходив службу в армії СРСР у Пензі, де залишився після служби.
1987 закінчив Пензенське артилерійське інженерне училище. Звільнився 1991 року у званні майора.
З 1992 року працював у різних фірмах на посадах менеджера і заступника директора з комерційних питань, 1996 року створив приватне підприємство «ТФ Скарабей» з гуртово-роздрібної торгівлі ПММ. 2004 року почав роботу в обласній інспекції у справах захисту прав споживачів.
Брав активну участь у діяльності терористичної організації ЛНР. З 21 травня 2014 — «міністр оборони» ЛНР.
Батьки Плотницького телефонували, щоб присоромити сина, проте він похвалився захмарними заробітками. З Кельменців, звідки родом ватажок ЛНР, його батьки виїхали в кінці серпня 2014 року.

### Російсько-українська війна
У квітні 2014 року став першим командиром батальйону «Зоря». 21 травня 2014 «Республіканські збори» ЛНР обрали його міністром оборони республіки[джерело?].
14 серпня 2014 «голова ЛНР» Валерій Болотов оголосив про свою відставку та призначення на цей пост Плотницького. Плотницький спланував операцію зі знищення частин української армії під Зеленопіллям.
У жовтні подав документи до невизнаного Центрвиборчкому ЛНР як кандидат на пост «глави ЛНР».

### «Вибори» глави ЛНР
3 листопада, після виборів у ЛНР, «ЦВК республіки» оголосив, що Плотницький переміг на них з 63,17 % голосів. Вибори визнала тільки Росія, порушивши тим самим Мінські домовленості.
4 листопада 2014 року під час інавгурації, яка відбулась у колонному залі Луганської обласної ради, Плотницького благословив митрополит УПЦ (МП) Іоанникій, що перебував на пенсії.

### Справа Савченко
30 жовтня 2014 Генпрокуратура України звинуватила Ігоря Плотницького та громадянина РФ Олександра Попова у викраденні української льотчиці Надії Савченко. За даними відомства, 17 червня 2014 вони вчинили напад на батальйон «Айдар», захопивши Савченко та вивезли її до Луганська, де кілька днів допитували її в будівлі обласного військового комісаріату, а 23 червня зі збройним супроводом вивезли з України. Справу порушено за частиною 3 статті 146 КК України («незаконне позбавлення волі або викрадення людини»), частиною 2 статті 258 («терористичний акт») та частиною 3 статті 332 («незаконне переправлення осіб через державний кордон України»).
Адвокат Надії Савченко Микола Полозов повідомив, що його підзахисна, дивлячись телевізор, упізнала Ігоря Плотницького як керівника групи, яка вивезла її з Луганська для передачі співробітникам ФСБ Росії на кордоні України та Росії.
За версією Слідчого комітету Росії, Савченко перетнула українсько-російський кордон самостійно під виглядом біженця без документів і була затримана на території РФ відповідно до російського законодавства, як підозрювана у кримінальній справі про вбивство російських журналістів.
23 червня 2016 року, вже на волі, на засіданні ПАРЄ Надія Савченко заявила, що готова вести перемовини про звільнення заручників з терористами Захарченком та Плотницьким.

### Замах на життя
Вранці 6 серпня 2016 року на перетині вулиці Ватутіна і вулиці Карпінського в Луганську направленим фугасом, прикріпленим до придорожнього стовпа, був підірваний позашляховик ватажка «ЛНР» Ігоря Плотницького. У результаті вибуху нібито один з його охоронців загинув і ще двоє отримали поранення, а сам Плотницький потрапив в реанімацію у важкому стані. Через день після замаху був виписаний з лікарні, що сприяло поширенню версії про замах як «самопіар». Також незабаром, переважно серед українських ЗМІ, було поширено відомості про нібито вбивство Миколи Мініна, одного з поплічників покійного Дрьомова (з котрим «голова ЛНР» свого часу мав конфліктні стосунки), як підозрюваного у замаху на Плотницького.

### Заколот, втеча до Росії та ув'язнення
24 листопада 2017 року «міністр державної безпеки» ЛНР Леонід Пасічник повідомив, що «глава» ЛНР Плотницький написав заяву про відставку за станом здоров'я. Так Плотницький був усунений з посади у наслідку перевороту, внаслідок чого був змушений втекти до РФ.
У лютому 2018 року бойовик Владлен Заруба, соратник першого ватажка ЛНР Валерія Болотова, повідомив, що Плотницький в Росії був заарештований за крадіжку 1 млрд $, виділених Росією, і утримується в петербурзькому СІЗО «Хрести» (після переїзду з центру Петербурга до Колпіна — «Хрести-2»).

### Вирок за причетність до збиття українського Іл-76 у Луганську (2014)
У березні 2021 року Плотницького було визнано винним у збитті українського літака Іл-76 2014 року в Луганську. Суд у Дніпрі заочно засудив його до довічного ув'язнення. Окрім нього, довічний термін без конфіскації майна отримали ватажки бойовиків «ЛНР» Олександр Гурєєв і Андрій Патрушев.

## Цитати
|                                                                            | Про Плотницького та його попередників. Коротка довідка. Що сталося з тими, хто у свій час очолював маріонеткову «українську радянську республіку», створену Москвою за схемою сьогоднішніх «ДНР» і «ЛНР». Юрій Коцюбинський — розстріляний, Христіан Раковський — розстріляний, Влас Чубар — розстріляний, Юрій П'ятаков — розстріляний, Микола Марчак — розстріляний, Станіслав Косіор — розстріляний, Еммануїл Квірінг — розстріляний, Іона Якір — розстріляний. Панас Любченко — застрелив дружину і застрелився сам. Євгенія Бош — застрелилася. Перші, про кого згадав. Розстрільний список можна продовжувати до нескінченності. Така доля маріонеток і колаборантів. Вони на неї заслуговують. |
| — Андрій Іллєнко, народний депутат України («Свобода»). Главком, 7.08.2016 | |